# Vekunta tenella
Vekunta tenella är en insektsart som först beskrevs av Melichar 1903.  Vekunta tenella ingår i släktet Vekunta och familjen Derbidae. Inga underarter finns listade i Catalogue of Life.